# Mabscott
Mabscott é uma cidade  localizada no estado norte-americano de Virgínia Ocidental, no Condado de Raleigh.

## Demografia
Segundo o censo norte-americano de 2000, a sua população era de 1403 habitantes.
Em 2006, foi estimada uma população de 1351, um decréscimo de 52 (-3.7%).

## Geografia
De acordo com o United States Census Bureau tem uma área de
2,3 km², dos quais 2,3 km² cobertos por terra e 0,0 km² cobertos por água.

## Localidades na vizinhança
O diagrama seguinte representa as localidades num raio de 8 km ao redor de Mabscott.